# A. N. Vasílieva
A.N. Vasílieva (translitera del А.Н. Васильева (1928) es una botánica rusa, cuya abreviatura es A.N.Vassiljeva.
 
Es especialista en Brassicaceae y en Chenopodiaceae, con énfasis en marcadores moleculares y filogenética.
- La abreviatura «A.N.Vassiljeva» se emplea para indicar a A. N. Vasílieva como autoridad en la descripción y clasificación científica de los vegetales.[1]